# Cypholophus integer
Cypholophus integer är en nässelväxtart som beskrevs av H. Winkl.. Cypholophus integer ingår i släktet Cypholophus och familjen nässelväxter. Inga underarter finns listade i Catalogue of Life.